# Judgment Night (banda sonora)
Judgment Night (del inglés Noche de sentencia) es una banda sonora de rap rock y rap metal de la película del mismo nombre, lanzada el 14 de septiembre de 1993 por Epic Records y producida por varios de los intérpretes del álbum. Cada canción de la banda sonora es una colaboración entre artistas de hip hop y rock o metal. El álbum alcanzó la posición número 17 en el Billboard 200 y de este se lanzaron cuatro sencillos, "Fallin" de Teenage Fanclub y De La Soul, "Another Body Murdered" por Faith No More y Boo-Yaa TRIBE, "Just Another Victim" de Helmet y House of Pain, y "Judgment Night" de Biohazard y Onyx.
Rage Against the Machine y Tool (sin el bajista Paul D'Amour) grabaron una canción sin título para incluirla en esta banda sonora. Ninguna de las bandas quedó satisfecha con el resultado y decidieron no presentarla. Esta y varias canciones han sido lanzadas como inéditas en un bootleg, aunque de muy mala calidad. Por lo general, este es titulado "Revolution" o "You Can't Kill the Revolution", aunque también como "Judgment Night" y "untitled". Aunque las pistas en los bootlegs suelen durar 6:14, son ediciones que cortan la mayor parte de la porción final, que sega en un tono diferente totalmente instrumental. La pista completa tiene una duración de 7:38.
Dicha parte final de la canción fue utilizada por RATM en su canción "New Millennium Homes" de su álbum de 1999 The Battle of Los Angeles, y por la banda de Maynard James Keenan, A Perfect Circle utiliza el ritmo principalmente para el coro de "Thinking of You" de su álbum de 2000 Mer de Noms.

## Lista de canciones
| N.º | Título                                                                    | Artistas                                | Duración |  |
| 1.  | «Just Another Victim»                                                     | Helmet y House of Pain                  | 4:23     |  |
| 2.  | «Fallin'»                                                                 | Teenage Fanclub y De La Soul            | 4:28     |  |
| 3.  | «Me, Myself, & My Microphone»                                             | Living Colour y Run DMC                 | 3:10     |  |
| 4.  | «Judgment Night»                                                          | Biohazard y Onyx                        | 4:35     |  |
| 5.  | «Disorder» (Medley of 3 Exploited songs: "War", "UK '82", and "Disorder") | Slayer y Ice-T                          | 4:58     |  |
| 6.  | «Another Body Murdered»                                                   | Faith No More y Boo-Yaa T.R.I.B.E.      | 4:24     |  |
| 7.  | «I Love You Mary Jane»                                                    | Sonic Youth y Cypress Hill              | 3:52     |  |
| 8.  | «Freak Momma»                                                             | Mudhoney y Sir Mix-A-Lot                | 4:00     |  |
| 9.  | «Missing Link»                                                            | Dinosaur Jr y Del tha Funkee Homosapien | 3:59     |  |
| 10. | «Come and Die»                                                            | Therapy? y Fatal                        | 4:27     |  |
| 11. | «Real Thing»                                                              | Pearl Jam y Cypress Hill                | 3:33     |  |